# Општина Оарца Де Жос (Марамуреш)
Оарца Де Жос (рум. Oarţa De Jos) општина је у Румунији у округу Марамуреш.
Oпштина се налази на надморској висини од 231 m.